# Pibor (ort i Sydsudan)
Pibor är en ort i Sydsudan, huvudort i länet med samma namn. Den ligger i det särskilda administrativa området Greater Pibor Administrative Area och delstaten Jonglei, i den östra delen av landet, 280 kilometer nordost om huvudstaden Juba.